# Kroaten in Bosnië en Herzegovina
De Kroaten in Bosnië en Herzegovina (ook Bosnische Kroaten genoemd) zijn een van drie constitutieve volken in deze republiek, naast de Bosnjakken (voorheen Moslims) en de Bosnische Serviërs. Hoewel exacte cijfers niet bekend zijn wordt het aantal van de Kroaten in Bosnië en Herzegovina in 2000 door het CIA World Factbook geschat op 571 317, dit correspondeert met 14,3% van de totale bevolking. De meeste Kroaten in Bosnië en Herzegovina beschouwen het Kroatisch als moedertaal en zijn overwegend rooms-katholiek.

## Naam
De Kroaten in Bosnië en Herzegovina worden dikwijls Bosnische Kroaten genoemd. Deze benaming is onjuist vanwege het feit dat Herzegovina en Bosnië verschillende streken zijn. Deze term sluit dus eigenlijk de meerderheid van de Kroaten, woonachtig in Herzegovina uit. De Kroaten in Bosnië en Herzegovina noemen zich ook vaak Bosniërs of hercegovci (afkomstig uit Herzegovina). Tevens wordt er vaak verwezen naar het geloof zoals de katholieken van Bosnië en Herzegovina.

## Demografie
Vandaag de dag zijn de Kroaten in de meerderheid in de volgende gemeenten: Mostar, Široki Brijeg, Ljubuški, Livno, Čitluk, Tomislavgrad, Čapljina, Orašje, Posušje, Žepče, Grude, Vitez, Kiseljak, Novi Travnik, Prozor-Rama, Jajce, Odžak, Stolac, Busovača, Neum, Domaljevac-Šamac, Usora, Kreševo, Kupres, Dobretići en Ravno.
De Kroaten vormen circa één/derde van de bevolking in: Travnik, Uskoplje, Vareš, Fojnica en Glamoč. In de volgende gemeenten maken de Kroaten ongeveer 15% van de bevolking uit: Tuzla, Brčko, Bugojno, Kakanj, Drvar en Grahovo.

## Geschiedenis

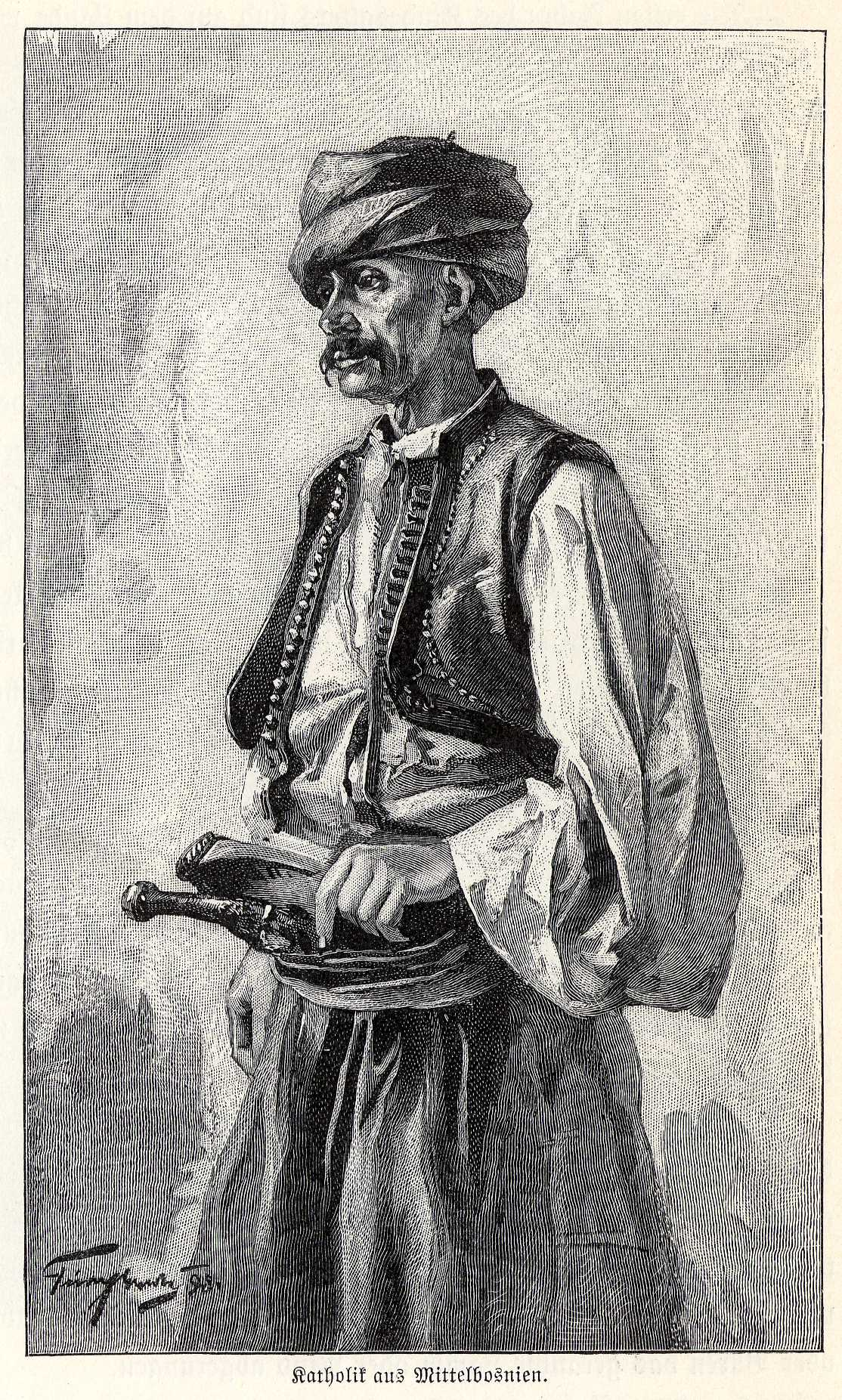
Een Kroaat in Bosnië en Herzegovina (1901).

### Koninkrijk Kroatië & Koninkrijk Bosnië
De Kroaten vestigden zich in de 7e eeuw gedurende de migratie van de Slaven in het huidige Bosnië en Herzegovina, waar reeds Illyriërs en Romeinen leefden. De Kroaten, die assimileerden met de overige volken, ontwikkelden hun eigen cultuur, namen het christendom aan en richtten het koninkrijk Kroatië op. De belangrijkste Kroatische gebeurtenissen in het huidige Bosnië en Herzegovina zijn onder andere de Eerste Kroatische Assemble in 753 in Tomislavgrad en de kroning van Koning Tomislav rond 925 in de velden rondom deze zelfde stad.
In de 14e eeuw werden Herzegovina, grote delen van Bosnië en Dalmatië veroverd door het koninkrijk Bosnië onder koning Tvrtko. Op religieus vlak was Bosnië en Herzegovina meer verwant aan Kroatië dan aan de omliggende orthodoxe landen op de Balkan. Bosnië en Herzegovina was namelijk overwegend katholiek. Andere geloofsgemeenschappen waren de Bogomielen en aanhangers van de Bosnische kerk. Tevens werden Kroatische politieke titels gebruikt, zoals "ban".

### Osmaanse Rijk & Oostenrijk-Hongarije

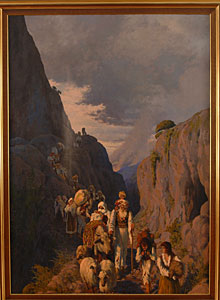
Vluchtende katholieken na de Osmaanse overname van Bosnië en Herzegovina.

Vanaf de 14e eeuw zagen de Kroaten grote delen van hun land in de handen van de Osmanen (Turken) vallen. Geheel Bosnië en Herzegovina, Lika, Slavonië en grote delen van Dalmatië werden onderdeel van het Osmaanse Rijk. Hoewel veel Kroaten in Bosnië en Herzegovina vluchtten of zich bekeerden tot de islam (Bosniakken) bleef de Kroatische identiteit bestaan en ontwikkelen.
Tussen 1815 en 1878 verzwakte het Osmaans-Turkse gezag in Bosnië en Herzegovina en kwam de trend van het nationalisme overwaaien uit Europa. Op 19 juni 1875 rebelleerden katholieke Kroaten, onder leiding van Don Ivan Musić, tegen de hoge belasting in West-Herzegovina. Toen ook de orthodoxe bevolking in Oost-Herzegovina in opstand kwam leidde dit tot de Opstand van Herzegovina, die de Turken niet wisten neer te slaan. Deze onrust gebruikte circa 150 000 Kroaten om zich te vestigen in Kroatië, destijds onderdeel van de dubbelmonarchie Oostenrijk-Hongarije.
Toen tevens Bosnië en Herzegovina in 1878 onderdeel werd van het multi-etnische Oostenrijk-Hongarije, leefden de Kroaten weer in een staatkundige eenheid. Onder het Oostenrijks-Hongaarse gezag stichtten de Kroaten meerde culturele organisaties en instellingen. Ook werd in 1884 begonnen met de bouw van de grootste kathedraal van Bosnië en Herzegovina. De Heilige Hartkathedraal in Sarajevo is tot vandaag de dag een belangrijk symbool voor het katholicisme en daarmee voor de Kroaten in Bosnië en Herzegovina.
In de 19e eeuw leefde de ideologie van een Groot-Kroatische autonome of onafhankelijke entiteit op. Een andere ideologie destijds was het streven naar een groot Zuid-Slavische staat. Deze werd na het verlies van de Eerste Wereldoorlog door Oostenrijk-Hongarije en het uiteenvallen ervan verwezenlijkt.

### 20e eeuw
In het Koninkrijk Joegoslavië, in feite een dictatuur onder de Servische monarchie, bleven Kroaten streven naar een Kroatische entiteit. In 1939 werd dan ook de Banovina van Kroatië opgericht. Deze omvatte onder andere Herzegovina en de Posavina, vandaag de dag streken in Bosnië en Herzegovina.
Toen in 1941 diverse Asmogendheden Koninkrijk Joegoslavië binnenvielen, richtten de nazi's de Onafhankelijke Staat Kroatië op. Deze staat omvatte naast het overgrote deel van Kroatië tevens geheel Bosnië en Herzegovina. Deze staat kende twee etno-culturele componenten, de katholieke Kroaten en de islamitische Kroaten. Veel moslims in Bosnië en Herzegovina verklaarden dan ook, tevens na de Tweede Wereldoorlog, Kroaat te zijn. De leider van de Onafhankelijke Staat Kroatië, Ante Pavelić, was een Kroaat uit Herzegovina.
Na de Tweede Wereldoorlog werd het Joegoslavië van voor de oorlog onder een communistisch bewind hersteld. In 1971 kregen de islamitische inwoners van Joegoslavië, die niet verklaarden Kroaat of Serviër te zijn, voor de eerste keer de mogelijkheid  Moslim op te geven.
In het proces van het uiteenvallen van Joegoslavië maakten Franjo Tudjman, president van Kroatië, en Slobodan Milošević, president van Servië, plannen om Bosnië en Herzegovina te delen in een Kroatisch en Servisch deel. Tudjman nam een Bosnische staat niet serieus, hij vermeldde bijvoorbeeld; "Bosnië was een creatie van de Osmaanse invasie [...] Daarvoor was het een deel van Kroatië, of was het het Koninkrijk Bosnië, maar een katholiek koninkrijk, verbonden met Kroatië."  Tevens beweerde hij dat de meeste Bosnjakken van Kroatische origine waren.
In 1992 kregen de Kroaten in Bosnië en Herzegovina te maken met Servische agressie in de Joegoslavische Burgeroorlog. De Serviërs waren namelijk tegen enige vorm van onafhankelijkheid. In 1993 ontstonden er ook conflicten tussen de Bosnjakken en Kroaten in Bosnië en Herzegovina, die tot dan toe gezamenlijk tegen de Serviërs vochten. Na tussenkomst van de Kroatische president Franjo Tudjman sloten beide partijen in 1994 vrede.

De vlag van de Kroatische Republiek Herceg-Bosna.

De Kroaten in Bosnië en Herzegovina hebben gedurende de oorlog ook getracht een onafhankelijke Kroatische staat te stichten of aansluiting bij Kroatië te zoeken. De semi-onafhankelijke Kroatische Republiek Herceg-Bosna heeft bestaan van 1991 tot de totstandkoming van het Akkoord van Dayton in 1994. De vlag van de republiek wordt vandaag de dag nog steeds gebruikt als symbool voor de Kroaten in Bosnië en Herzegovina en enkele gebieden in het land.

## Politiek
De Kroaten vormden hun eigen politieke partijen reeds in de Turkse tijd. Vandaag de dag zijn er diverse Kroatische politieke partijen zoals de HDZ, HSS-HNI en het Nieuwe Kroatische Initiatief. Tevens bestaan multi-etnische partijen.
De presidentschap van de Republiek Bosnië en Herzegovina bestaat uit drie leden; een Kroaat, een Bosnjak en een Serviër (uit de Servische Republiek). Het bestuur van de Federatie van Bosnië en Herzegovina (voorheen de Moslim-Kroatische Federatie) daarentegen bestaat uit de Bosniakse SDA en de Kroatische HDZ, de grootste Kroatische politieke partij in Bosnië en Herzegovina.
Vandaag de dag zijn er nog steeds mensen die streven naar een autonome Kroatische entiteit, onafhankelijkheid of aansluiting bij Kroatië.

## Cultuur

### Religie

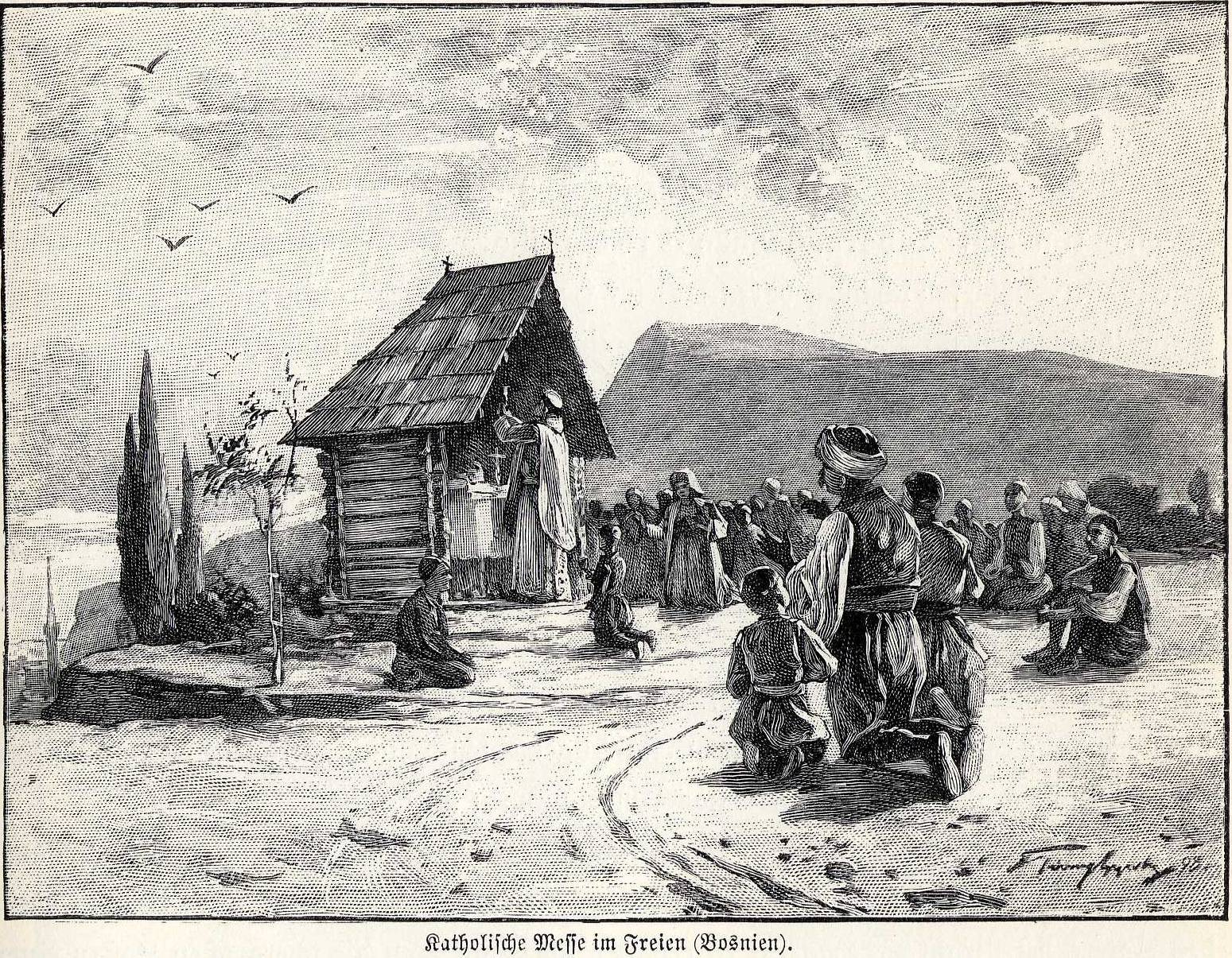
Bosnische Kroaten tijdens het gebed (ca. 1900).

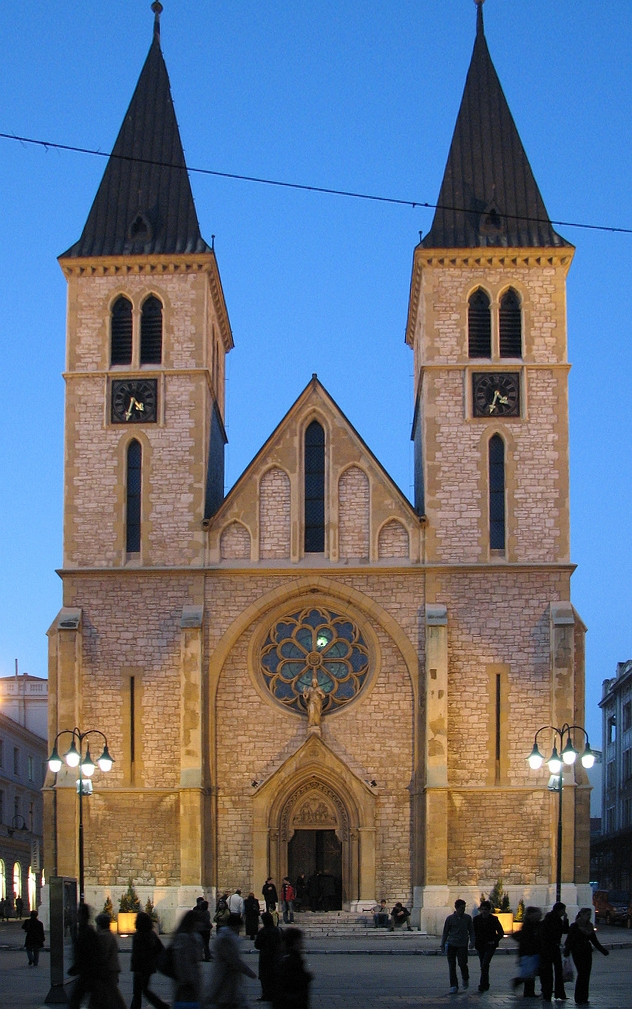
De rooms-katholieke Heilig Hartkathedraal in Sarajevo, de grootste kathedraal in Bosnië en Herzegovina.

De Kroaten in Bosnië en Herzegovina zijn overwegend rooms-katholiek en vormen de kern van het rooms-katholicisme in Bosnië en Herzegovina. Deze geloofsovertuiging wordt gebruikt als belangrijkste onderdeel van de Kroatische nationale identiteit. Dit terwijl in feite delen van de bevolking religieus passief of atheïsten zijn. Dit geldt tevens voor de islam voor de Bosnjakken en het orthodoxe christendom voor de Serviërs. Bosnië en Herzegovina is verdeeld in vier katholieke aartsbisdommen; 
- aartsbisdom Vrhbosna te Sarajevo
- aartsbisdom Mostar-Duvno te Mostar
- aartsbisdom Trebinje-Mrkan te Trebinje
- aartsbisdom Banja Luka

Medjugorje in Herzegovina is een belangrijke bedevaartsoord, sinds de verschijning van de Maagd Maria in 1981 voor zes katholieken. Het plaatsje is vandaag de dag ingericht voor religieus toerisme.
Islamitische Kroaten in Bosnië en Herzegovina worden ook gezien als een etnische groep. Veel Kroaten bekeerden zich onder het Osmaanse bestuur tot de islam. Deze moslims worden vandaag de dag beschouwd als Bosnjakken, deze etnische noemer ontstond echter pas in de jaren 60 in Joegoslavië.

### Muziek
Traditionele instrumenten die door de Kroaten in Bosnië en Herzegovina worden bespeeld zijn onder andere de gaida, gusle, tamburica en šargija (vergelijkbaar met de Turkse saz). De Kroatische muziek uit Bosnië en Herzegovina is duidelijk meer oriëntaals beïnvloed dan de muziek uit Kroatië. Vandaag de dag blijft volksmuziek, dikwijls vermengd met popmuziek ("turbofolk"), net als rock een populair muziekgenre.
Etnofest Neum en Melodije Mostara zijn de twee grootste Kroatische muziekfestivals in Bosnië en Herzegovina.
Beroemde Kroatische zangers uit Bosnië en Herzegovina zijn Boris Novković, Željko Bebek, Tifa, Mate Bulić, Vesna Pezo, Željko Jurić en de zangeressen van Feminnem.